# Navarro Puppin
Navarro Puppin (Ribeirão do Cristo, 1949 – Rio de Janeiro, 2024) foi um ator e modelo brasileiro, de descendência italiana.

## Biografia
Nascido em Ribeirão do Cristo (Espírito Santo), filho de imigrantes italianos, se radicou na cidade do Rio de Janeiro onde teve uma curta carreira de modelo fotográfico e posteriormente ator. Declarou que deixaria a carreira após se formar para seguir outros interesses.[carece de fontes?] É formado em educação física e trabalhou como professor, entre outras atividades. É casado e tem dois filhos.

## Carreira
Cinema
| Ano  | Título                                                | Personagem             |
| ---- | ----------------------------------------------------- | ---------------------- |
| 1973 | Aladim e a Lâmpada Maravilhosa[*]                     | Fred (irmão de Aladim) |
| 1972 | Salve-se Quem Puder - Rally da Juventude              | Fernando               |
| 1975 | Com Um Grilo na Cama                                  | Luís                   |
| 1976 | La Menor (A Menor Violentada)                         | ?                      |
| 1978 | Os Sensuais - Crônica de Uma Família Pequeno-Burguesa | Nando                  |

[*]: O filme ficou entre as 10 maiores bilheterias do Brasil, pelo período de 5 anos (06/1970-12/1975).

Televisão
Novela
| Como ator | Como ator  | Como ator   | Como ator |
| Período   | Título     | Papel       |           |
| --------- | ---------- | ----------- | --------- |
| 1976      | Duas Vidas | Luís Carlos |           |

Quadrinhos
Fotonovela
| Como ator | Como ator   | Como ator     | Como ator |
| Período   | Título      | Papel         |           |
| --------- | ----------- | ------------- | --------- |
| 1979      | O Desenlace | Carteiro João |           |